# 黃文輝 (武警)
黃文輝，男，中華人民共和國政治人物、軍事人物，中共黨員，中國人民解放軍少將。

## 生平
歷任武警新疆生产建设兵团指挥部副参谋长，武警福建总队副司令员，武警湖北省总队司令员等職務。
2023年7月，自武警系统调任中国人民解放军江西省軍區司令員。